# 木かげ
『木かげ』（こかげ、仏: Sous l'Ombre des arbres、英: Under the trees）は、日本の洋画家黒田清輝が1898年（明治31年）に描いた絵画。農作業の合い間に休憩するために、傾斜地のグミの木の付近で横たわっている少女が描かれている。1900年（明治33年）のパリ万国博覧会に出展された。『千九百年巴里万国博覧会臨時博覧会事務局報告』では『樹陰』、同博覧会のカタログでは “Sous l'Ombre des arbres” というタイトルになっている。カンヴァスに油彩。縦78.0センチメートル、横93.7センチメートル。広島県廿日市市吉和のウッドワン美術館に所蔵されている。
『樹蔭』とも。草地を背景として木の幹に身を預けて座っている半裸の女性を描いた、黒田の『木かげ』（樹かげ、1908年）は同名の異なる作品。画家の渡辺亮輔が1907年（明治40年）に製作した『樹蔭』（宮城県美術館所蔵）は、同名の異なる作品。

## 由来

黒田清輝『智・感・情』、1897年 - 1899年、東京国立博物館所蔵

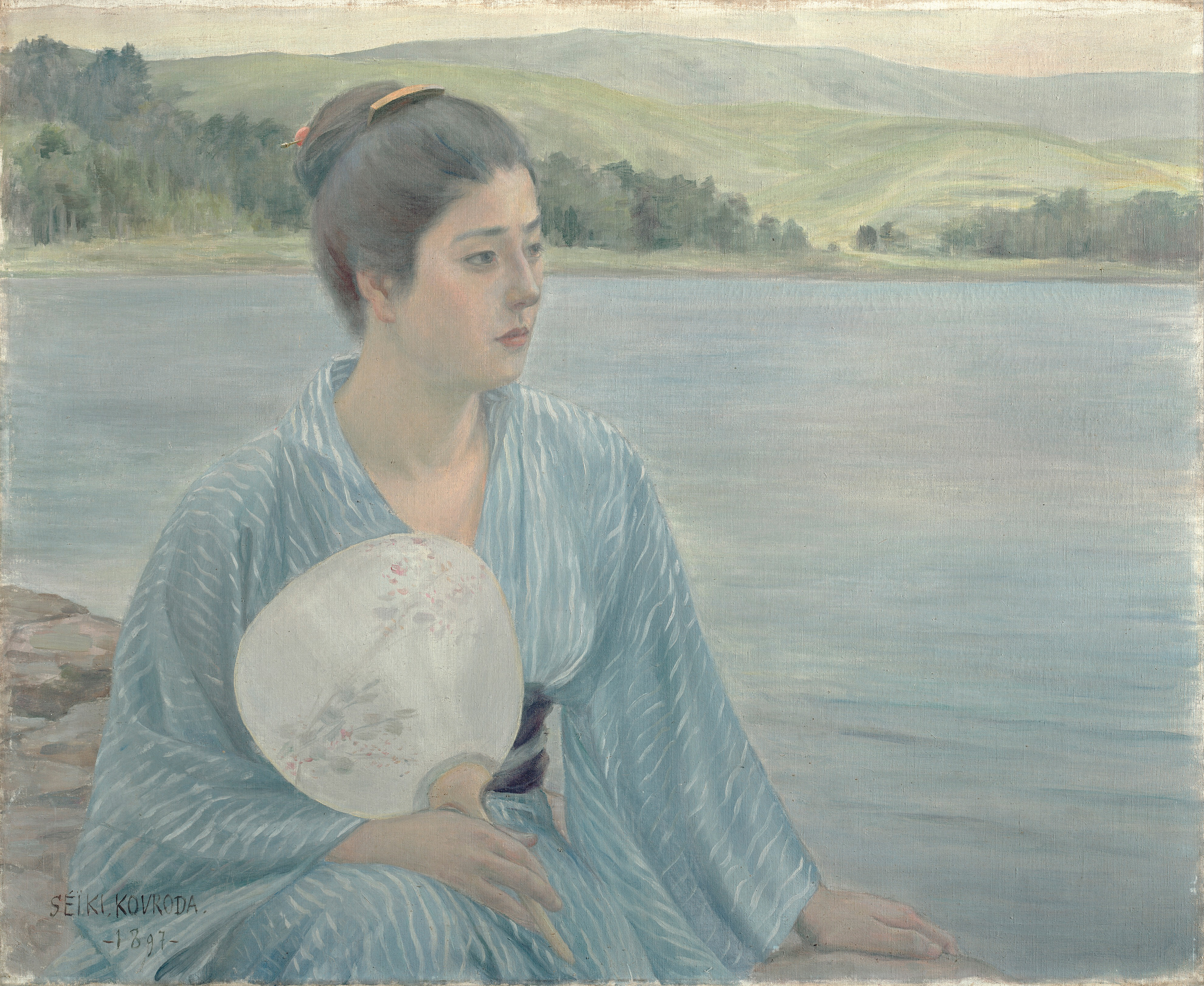
黒田清輝『湖畔』、1897年、東京国立博物館所蔵

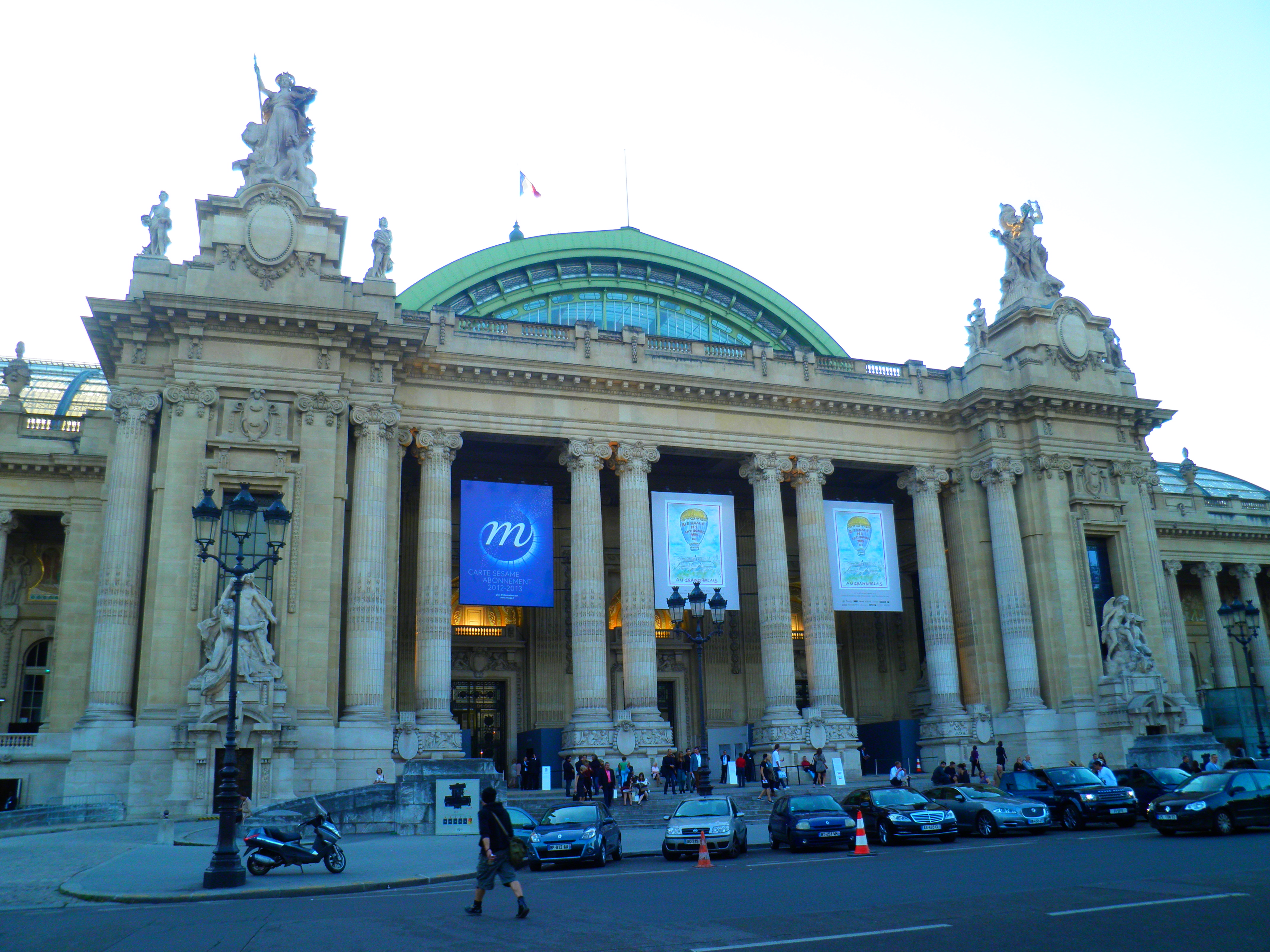
グラン・パレ正面

黒田は1898年（明治31年）の1月から8月初旬にかけて逗子に滞在した。当初は旅館、養神亭に宿泊していたが、同地で家を購入した後はそこに逗留した。同年5月半ばより、台所で女中が働いている様子を描いた『膳拭ひ』の製作に取り組んだ。それに続いて同年6月下旬に本画の製作が開始された。本画は白馬会の第3回展に出展することを目的として描かれた。
黒田は同年6月24日付けの友人久米桂一郎宛ての書簡で、次のように述べている。
一両日漸く天気が好くなつたので景気づき四十号を一枚今日から始めたSujetは田舎娘が草原にねころんでぐみの実をちぎつて居る処だ甘くかければいゝが—黒田清輝、「蹄の跡 (5)」、『光風』2-3、光風発行所、1906年
同年10月5日から上野公園第5号館において開催された白馬会の第3回展に黒田は『木かげ』というタイトルで、『昔語り』『父の像』『母の像』『某の像』『女の顔』『物淋し』『海邊』『河邊』『野邊』『干もの』『縫もの』『膳拭ひ』『穀除き』『網すき』『三日月』『墨田の雨』『逗子の雪』『富士』とともに出展した。
1900年（明治33年）に開催されたパリ万国博覧会に『智・感・情』『湖畔』『寂寞』『秋郊』とともに出品され、グラン・パレに展示された。このときこの5点のうち『智・感・情』だけが銀賞を受賞した。
本画は同博覧会に出展された後、長らくの間所在が不明となっており、「幻の絵画」と呼ばれたこともあった。1925年（大正14年）に審美書院より刊行された和田英作編『黒田清輝作品全集』に掲載された「黒田清輝年譜」では、『木かげ（ぐみの實を摘む少女）』というタイトルになっており、所蔵場所については不詳とされている。
1987年（昭和62年）6月13日付けの朝日新聞の記事には、所在が明らかになった『木かげ』について美術史学者の高階秀爾が「おだやかできれいな絵」との所見を述べたことが記されている。ドイツのコレクターを経て、同月29日にフランスで実施されたロンドンの競売会社、クリスティーズのオークションにおいて大阪のコレクターによって3億7500万円で落札され、日本に戻された。同年9月、鹿児島市立美術館で一般に公開された。このとき曽於郡末吉町出身で二科会理事長の吉井淳二も鑑賞し、「昨日描いたばかりのようなみずみずしさが漂っている」との評価を述べている。
1988年（昭和63年）から1997年（平成9年）にかけて東京国立近代美術館などで開催された計6回の展示会に出展され、一般に公開されている。1996年（平成8年）に日本経済新聞社より刊行された『白馬会 明治洋画の新風』では、個人蔵となっている。2001年（平成13年）、広島県吉和村（現、廿日市市吉和）の住建美術館（現、ウッドワン美術館）に美術作品を寄託する廿日市市の木材業者、住建産業（現、ウッドワン）が『木かげ』を買い上げたとされる。

## 作品

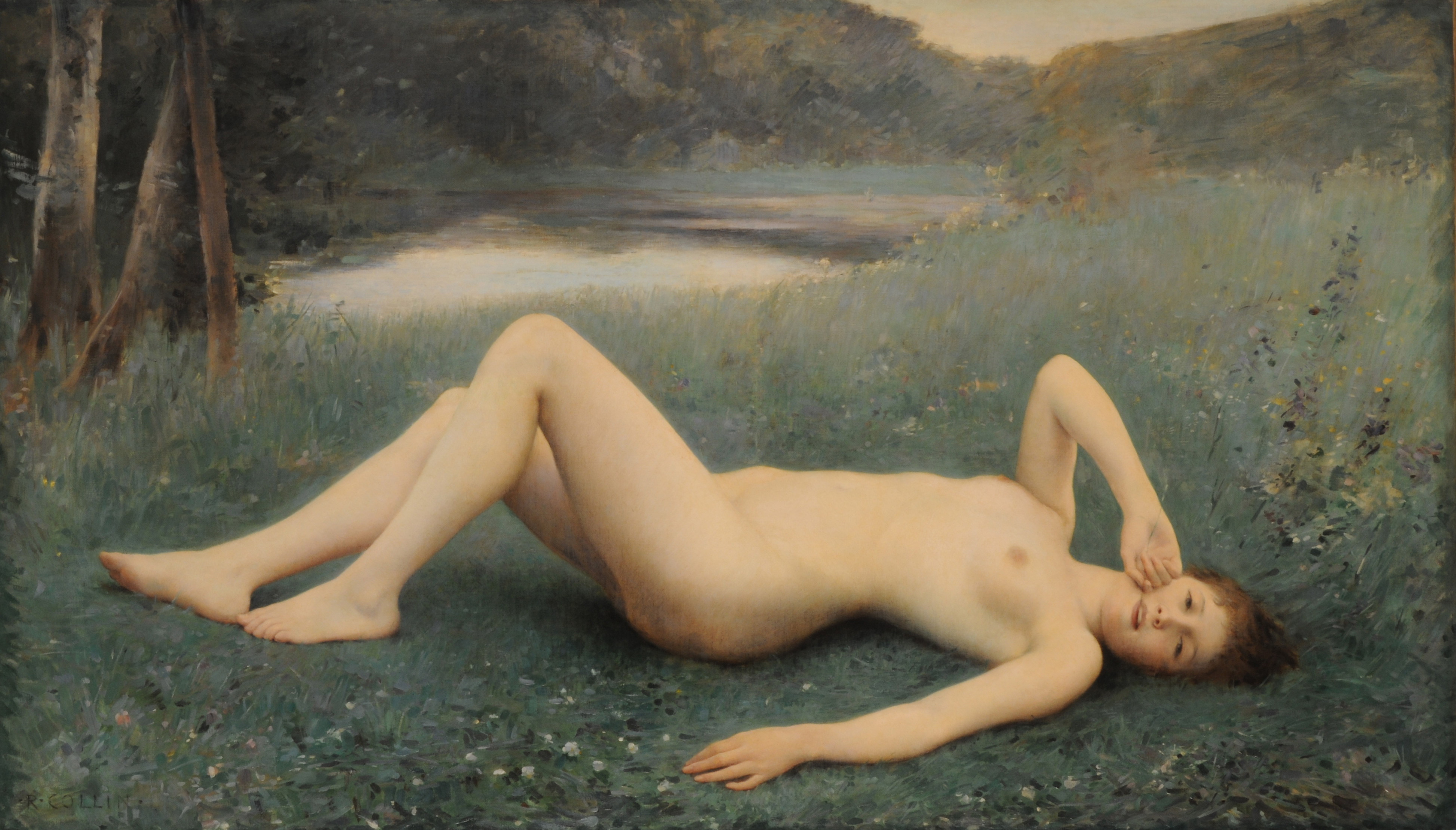
コラン『花月』、1886年、アラス美術館所蔵

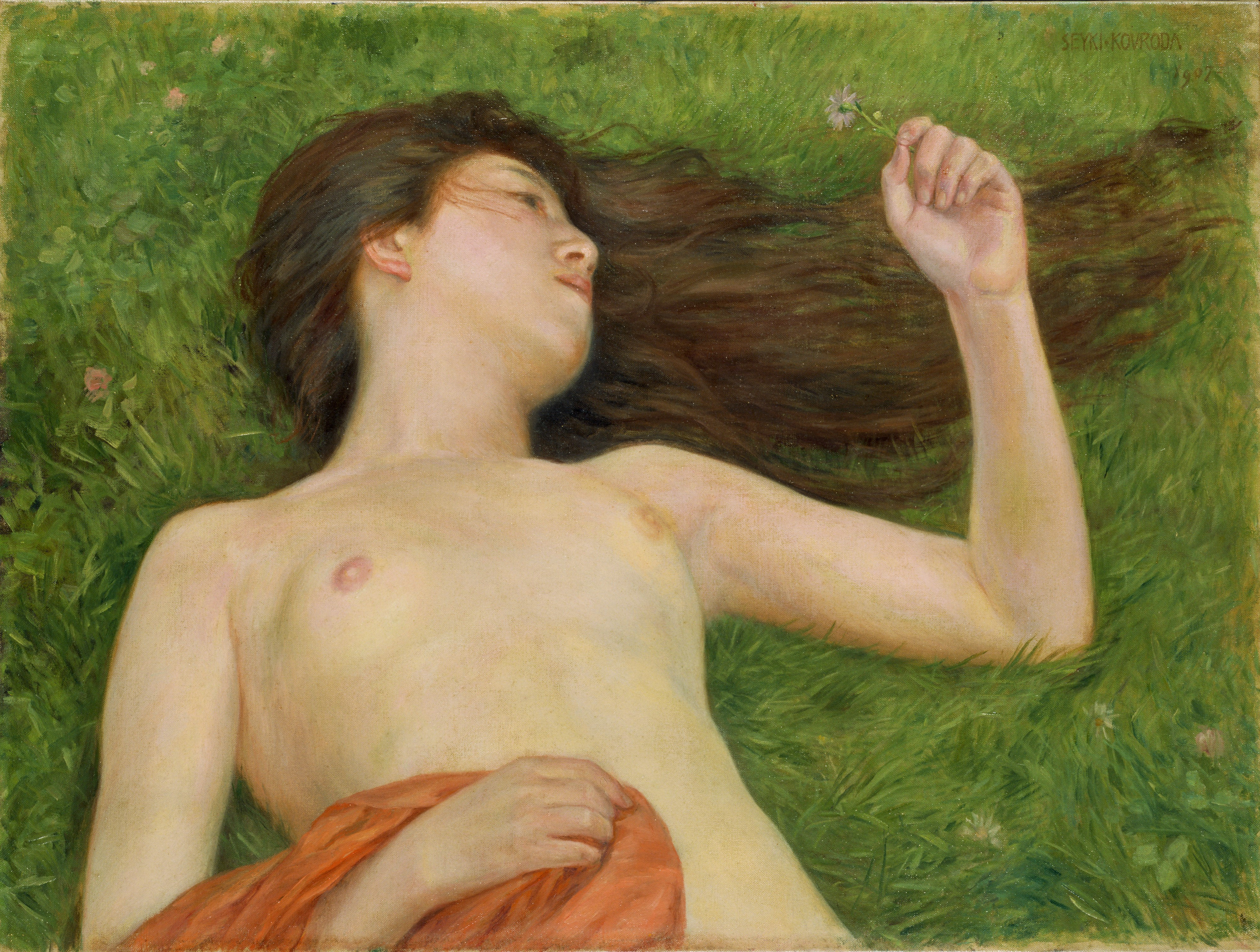
黒田清輝『野辺』、1907年、ポーラ美術館所蔵、神奈川県箱根町

画面の中央に、農作業の仕事の合い間に休憩をとっている1人の少女の姿が描かれている。季節は晩春から初夏であり、時刻は真昼の頃である。少女は、緑色の草が生えている傾斜地に寝転がっている。傾斜地に生育しているグミの木の一部が、画面の右側に描かれている。
少女の周りの草地には、木の枝葉の間から差し込む陽光が当たっている。彼女は、その木の枝に実っている赤色の果実に手を伸ばし、ちぎり取ろうとしている。少女は、農作業で使う背負子を枕の代わりにしている。少女のすぐかたわらには、麦わら帽子と白いユリの切り花が置かれている。少女の腰は画面の左側を向いている。脚を少し開き、ひざをやや曲げている。
麦わら帽子の右側少し手前には、タンポポのロゼットが描かれている。麦わら帽子に近接している植物の葉は、筆のタッチが荒いためにその種目を特定することは困難であるが、渡部はスミレの葉である可能性もあるとしている。1896年（明治29年）に創刊された盛文堂の雑誌『白百合』に黒田は編集者として関わっているが、同誌の表紙には久米の手になるスミレとタンポポと白いユリの絵が入っていた。
1924年（大正13年）9月に国民美術協会の機関誌『国民美術』に掲載された『黒田子爵追懐談話会』において画家の和田英作は、『木かげ』に描かれた少女のモデルは、逗子の「柳屋のつうちゃん」であるとしている。これは、同地の旅館「柳屋」の6代目の主人で、田越村の村会議員の石渡嘉兵衛の娘にあたる「つる」のことであるとされる。
野原に寝そべる婦女を主題としている点で、『木かげ』は裸婦画『野辺』（1907年、ポーラ美術館所蔵、神奈川県箱根町）とともに、ラファエル・コランの『フロレアル』（仏: Floréal、「花月」の意、1886年、アラス美術館所蔵）の系譜に属するものとされる。最左下部に “SÉÏKI-KOURODA. TOKYO, 1898” との署名と年記が入っている。

## 評価
1898年（明治31年）10月12日付けの『東京朝日新聞』には、本画に関する肯定的な評価が掲載されている。黒田による印象主義的な明るい外光表現を採り入れた作風は、外光派、新派または紫派と呼称された。
孰れを以て場中の白眉を為すかと云ふに至りてハ余ハ黒田氏の「村女樹陰に横臥」するの図を以て之に答へんと欲す此図や樹と云ひ其蔭と云ひ草と云ひ村女の体格と光線の樹の間より漏れ来る処と云ひ申分あること無し「昔語」に愕く輩とハ此図を談じ難し—湖人、『東京朝日新聞』、1898年10月12日
この評価について、東京国立近代美術館編『写実の系譜Ⅲ 明治中期の洋画』に掲載された田中淳による作品解説では、次のような解釈が行われている。
大作にはない親密な情感に評者の共感をよんでいたことがうかがわれる—田中淳、『写実の系譜Ⅲ 明治中期の洋画』、1988年
本画に関する否定的な評価には、次のようなものがある。渦外山人は、着ている衣服が新しく、麦わら帽子やユリの花があることから都会人のように思われるが、背負子を枕の代わりにしているところからは百姓の女性と思われるというのである。
併し何の意味もない画だ、着物の白く且新らしくて百合の花に麦藁帽子などのあるを見れば別荘住ひの都人らしいがさりとて薪を背負ふ遊具に枕したれば正しく農家の女に違ひない、それとしては仕事に疲れて木蔭に休らふといふ趣見ゑず、全体百姓の女が百合の花などを折りて楽むやうな暇はないものだそんな呑気な生活を写せば労業者の意味はなくなる。—渦外山人、『毎日新聞』、1898年12月4日
世間ではこの少女を農家育と申しますが、私は都育の令嬢が海辺に遊びで樹蔭に息むで居る所としか見えませぬ、いかゞでせう—谷津澪太、長野脱天、『時事新報』、1898年10月23日
本画における陽光の表現に関する評価は、次のように肯定的なものもあれば否定的なものもあった。
草の上に強き日光のきれたる具合は中々いゝ—渦外山人、『毎日新聞』、1898年12月4日
木蔭を漏るゝ日光が大木の幹や女の着物に写りて金紙をベタ貼りしたるが如くに見ゆる抔ハ不感服の手際なり—愛画素人（投）、『都新聞』、1898年10月13日
木の間から落射した光線はウヰツマンの光線には及ばんやうだ—銀杏先生、△△坊、『日本』、1898年11月17日

## 解釈

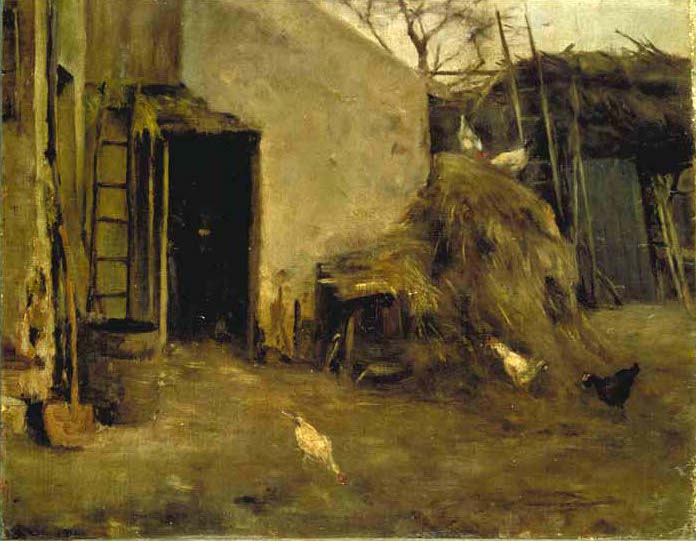
黒田清輝『田舎家』、1888年、東京文化財研究所所蔵

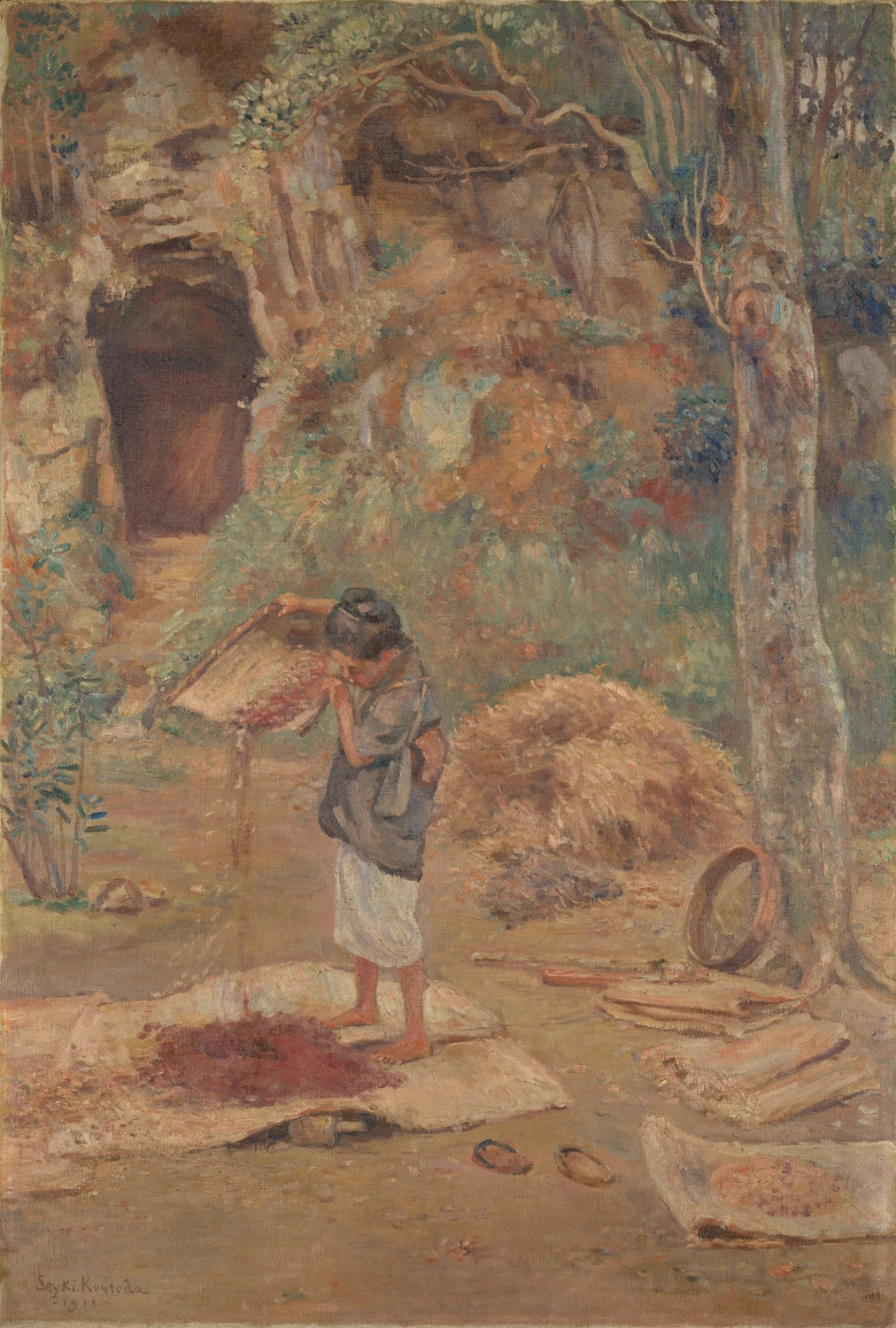
黒田清輝『赤小豆の簸分』、1918年、ポーラ美術館所蔵

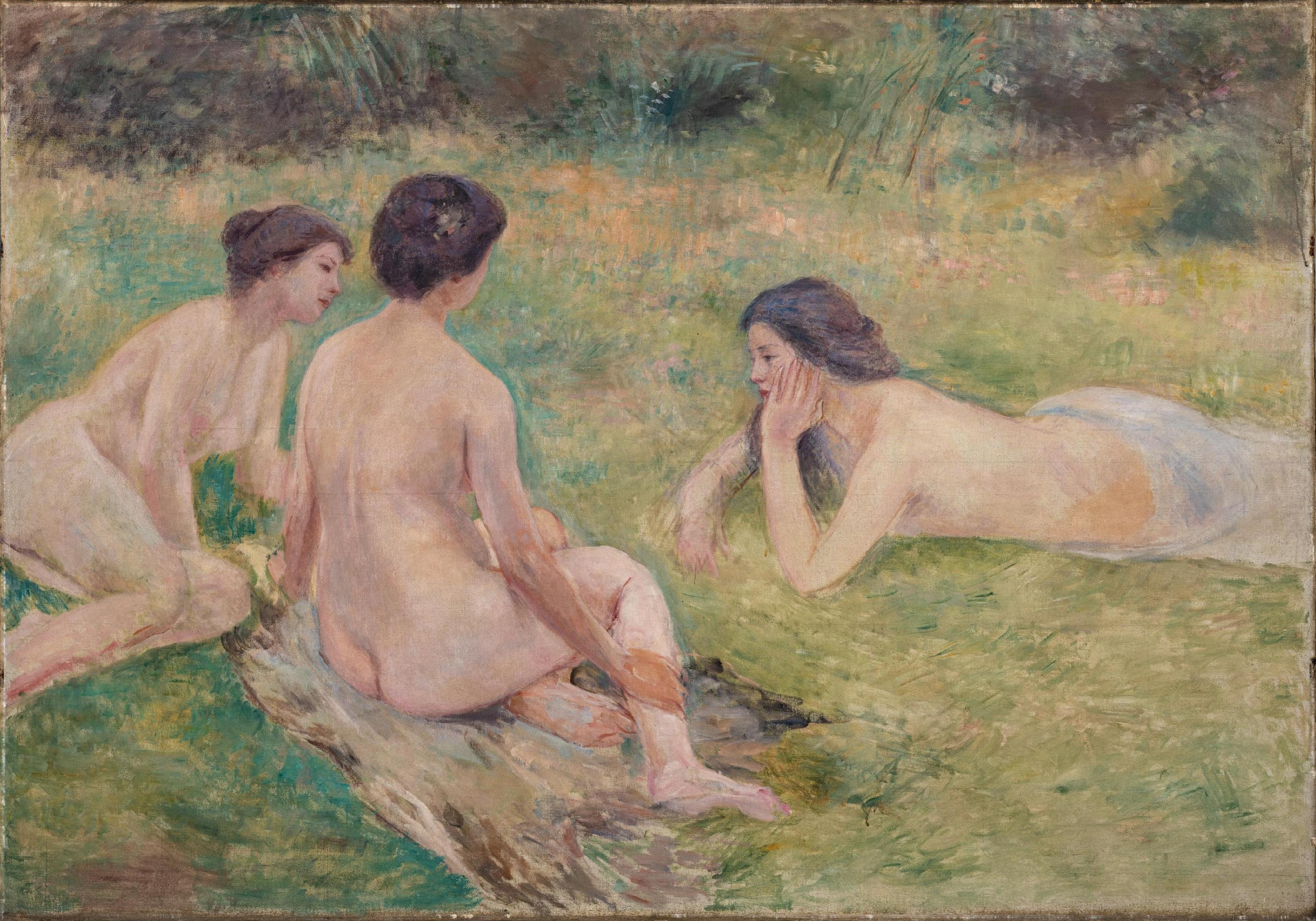
黒田清輝『花野』、1907年 - 1915年、東京国立博物館所蔵

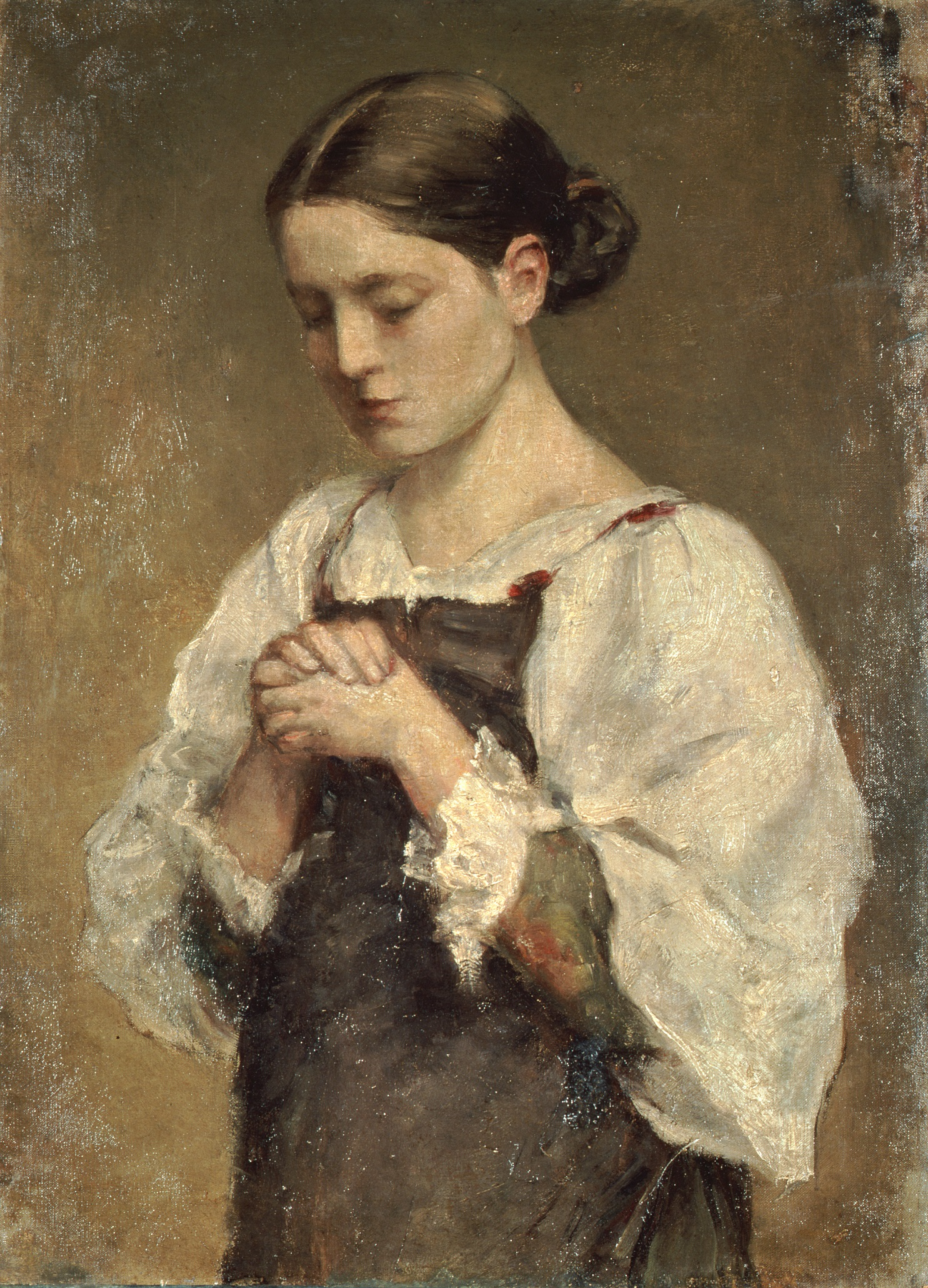
黒田清輝『祈祷』、1889年、東京国立博物館所蔵

黒田は、フランス滞在期にパリの郊外にあるグレー＝シュル＝ロワンを本拠として活動したほか、鎌倉に別荘をもっていた。また彼がフランスに留学していた時代に製作した作品は、市街地の周辺の田園地帯の景色を描いたものが多く、作中の人物も田舎に暮らす人が多い。
たとえば、黒田は絵画の修練を始めて間もない頃に、同国のバルビゾン派の画家ジャン＝フランソワ・ミレーの作品に熱中し、ベルサイユ近郊の街、ジュイ＝アン＝ジョザスで彼が利用した食堂の裏庭を描いた油彩画『田舎家』（1888年、東京文化財研究所所蔵）を製作している。彼のこうした嗜好は、晩年まで継続してみられる。
美術史研究者の山梨絵美子は、グレー村で牧歌的な生活を経験したことで、都会から離れた田園地帯での生活への憧憬を抱き続けていたのではないかとし、そうした憧憬から、1892年（明治25年）製作の構想画『夏』（焼失）などの田舎で暮らす人々を描いた作品を多く発表した可能性を指摘している。
また山梨は、黒田は風景画を製作する場合でも、西洋古典文学やフランス・ロマン主義文学、神話に基づいて描いたとの解釈を示している。黒田は古代ローマの詩人ウェルギリウスや18世紀フランスの詩人アンドレ・マリー・シエニエの作品に触れ、田園地帯で農耕を営んで生活することが理想的な生き方であると考えるに至ったのではないかと山梨は指摘している。
山梨は、黒田は『木かげ』に白百合の花を描いた際、フランス・ロマン主義の詩人、アルフォンス・ド・ラマルティーヌによる小説『グラジエラ』が念頭にあったとの見方を示している。黒田が愛読していたこの小説は、漁村に住む貧しい女性であるグラジエラと都会に住むブルジョワジーの青年との悲恋が描かれたものである。山梨は、同小説において白百合の花は、女主人公の面影の寓意となっており、純粋で理想的な女性像を象徴しているのではないかとの解釈を示している。
黒田が明治30年代に描いた作品は、西洋の象徴主義を採り入れた表現だけでなく、日本的な表現も意識して製作されたと考えられている。崔裕景は、黒田が風景画に主題として採用したキクやフヨウ、ウメやツツジ、雨や雪、月や海などは、平安時代の勅撰和歌集『古今和歌集』をはじめとする和歌集に収められた和歌に基づいたものであるとの見方を示している。渡部周子は、黒田が西洋美術の風景画を日本に定着させるに際し、意識的に和歌などと関連するものを題材として描いた可能性を指摘している。
白馬会展に出展された作品のうち、農夫を描いたものには小林萬吾『農夫晩帰』（1899年、東京藝術大学大学美術館所蔵）があり、農民の少女を描いたものには湯浅一郎『村娘』（1900年、笠間日動美術館所蔵）、近藤浩『草刈乙女』（草苅乙女、1907年）などがある。また黒田は1918年（大正7年）に『赤小豆の簸分』（ポーラ美術館所蔵）で農民の少女を描いている。
ただし、農民を描いた作品に対する当時の新聞における批評は賛否両論に分かれていた。この理由について渡部は、農民あるいは農村地帯を理想的なものとして把握するという西洋文化に根ざした考え方が、新聞批評の担当者に必ずしも浸透していなかったためではないかとの見解を示している。

## 寓意

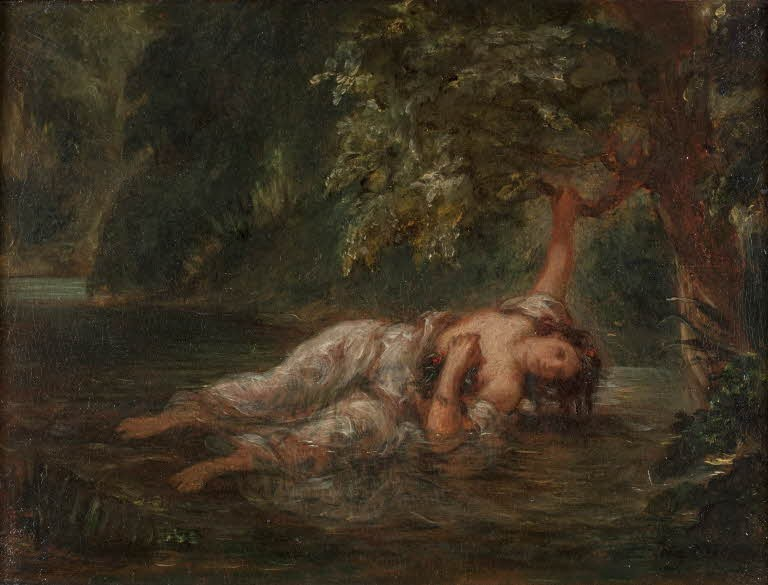
ウジェーヌ・ドラクロワ『オフィーリアの死』

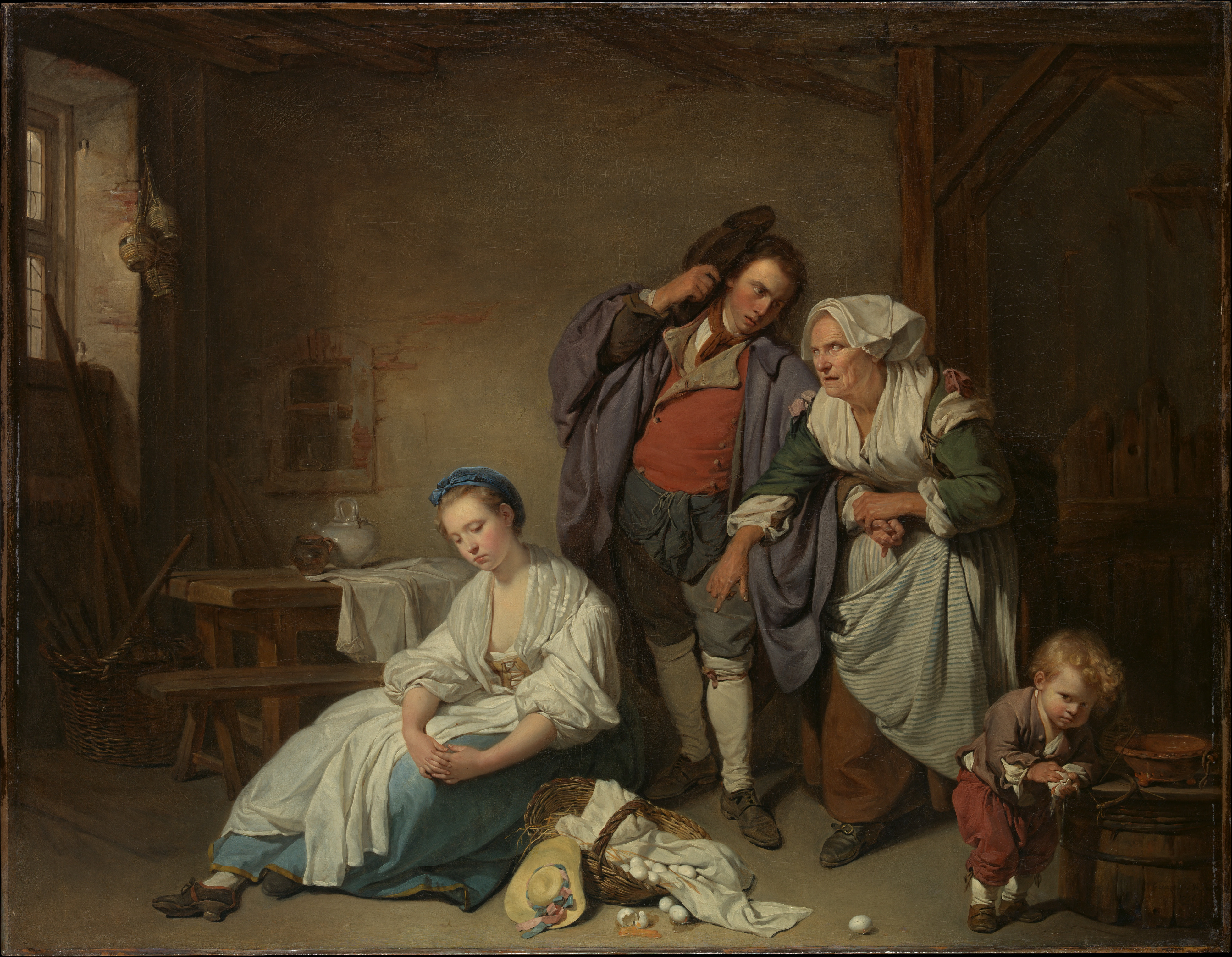
ジャン＝バティスト・グルーズ『割れた卵』、1756年、メトロポリタン美術館所蔵

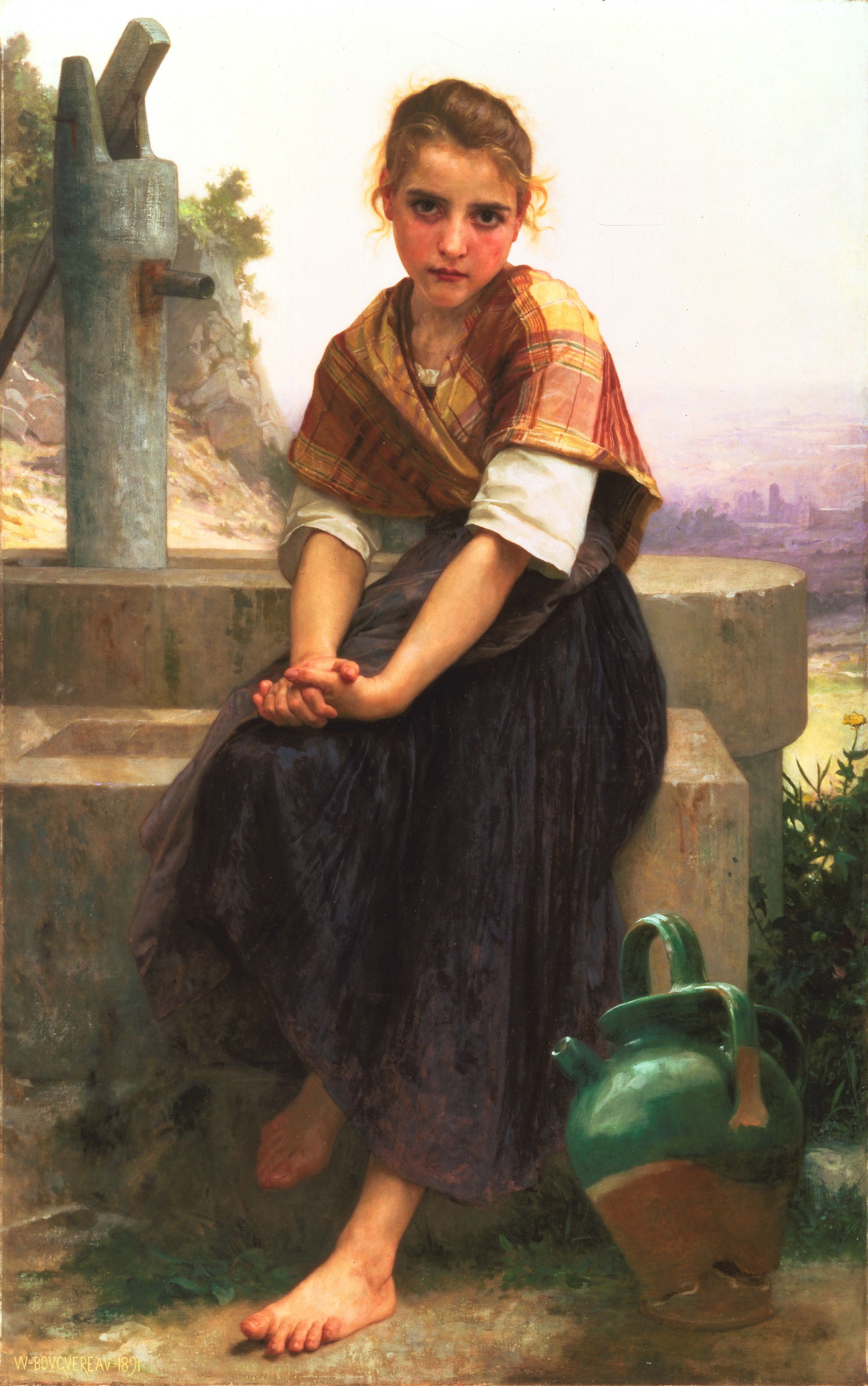
ウィリアム・アドルフ・ブグロー『割れた瓶』、1891年、サンフランシスコ美術館所蔵

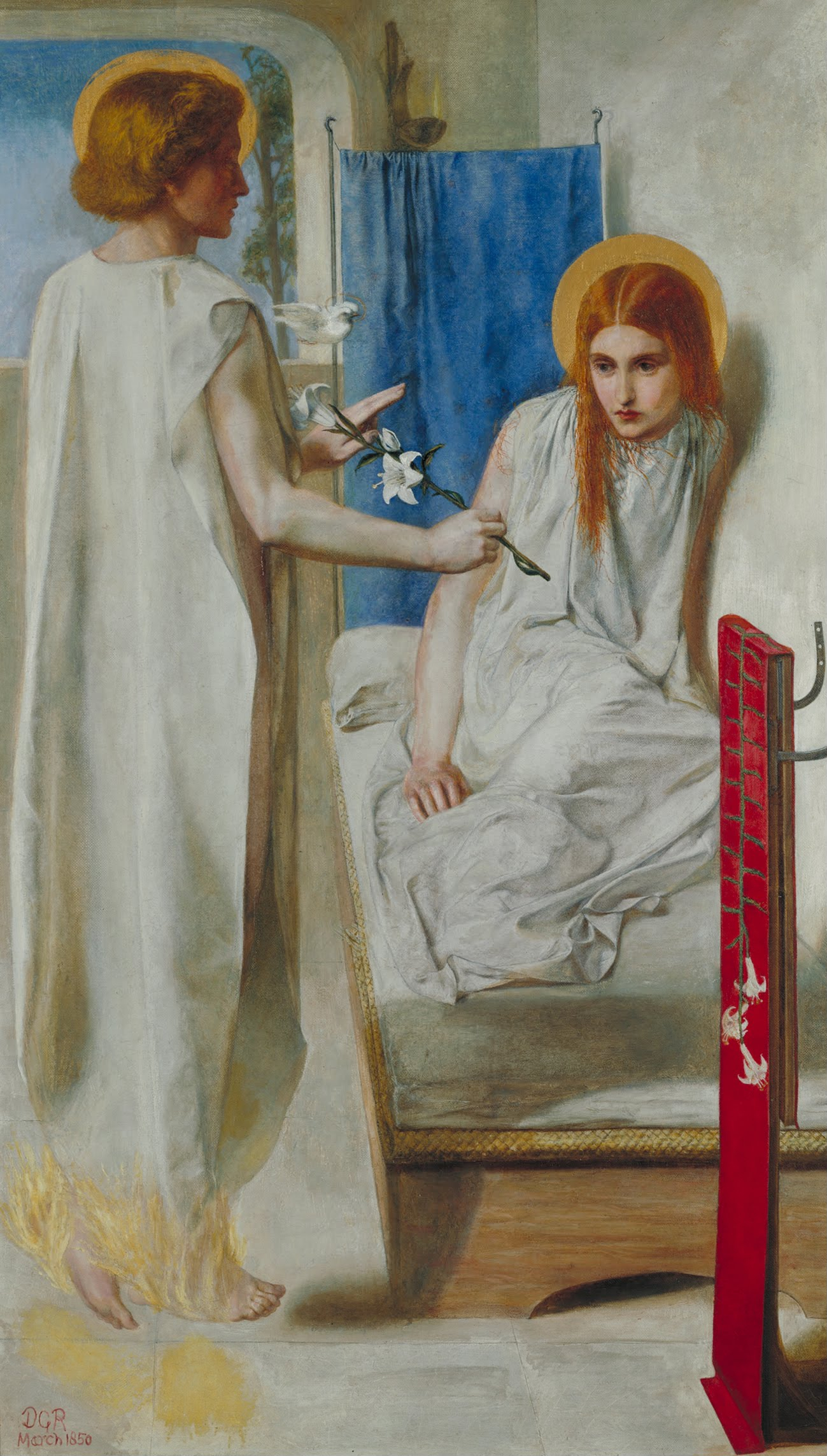
ダンテ・ゲイブリエル・ロセッティ『幼児のマリア』、1849年 - 1850年、テート・ブリテン所蔵

横たわる婦女を描いた黒田作品には、本画『木かげ』のほかに『夏（野遊び）』（1892年）や『野辺』（1907年）、『花野』（1907年 - 1915年）がある。これらの作品の横たわる婦女は、本画の少女を除けば、いずれも平坦な土地で安定した姿勢をとっている。それに対して本画の少女は、勾配のある土地で不安定といえる姿勢をとっている。渡部周子は、フランス・ロマン主義の代表的な画家ウジェーヌ・ドラクロワによる『オフィーリアの死』（1844年、ルーヴル美術館所蔵）から本画の構想を得た可能性を指摘している。
黒田はドラクロワ作品を愛好しており、1903年（明治36年）には『ドラクロアの画壇』や『ドラクロア』というタイトルの論考を『美術新報』に載せている。『オフィーリアの死』は、オフィーリアが川の流れに流されそうになっている様子を描いた作品である。オフィーリアは右手で木の枝をつかんでおり、どうにか流されずに済んでいる。川の流れに引かれてあらわになった胸に、花束を左腕を折り曲げて抱いている。足は水の中に入っている。渡部は、少し開いた脚の間にできた衣服のひだや、ひざの緩やかな曲がり具合が『木かげ』と類似していると指摘した。
オフィーリアが身につけている薄い衣服は、『木かげ』で単物の着物である浴衣に置き換えられ、オフィーリアが胸に抱いている赤色の花は、『木かげ』で赤色の果実に置き換えられたと考えることができる。黒田は、寓意画の伝統に依拠して、ユリの花とグミの果実の間に横たわる婦女を描いたと解釈することができる。
西洋における寓意画の主題の1つに、婦女の純潔の喪失があり、作例として、フランスの画家ジャン＝バティスト・グルーズの『割れた卵』（1756年、メトロポリタン美術館所蔵）やウィリアム・アドルフ・ブグローの『割れた瓶』（1891年、サンフランシスコ美術館所蔵）などがある。19世紀の西洋における寓意画には、イギリスの画家ジョン・エヴァレット・ミレーの『悪徳と美徳』（Virtue and Vice、1853年）などのように、純潔を指す美徳と、純潔の喪失を指す悪徳の間で揺れ動いている婦女像を描いたものがある。こうした寓意画は、キリスト教倫理と呼ばれる倫理体系に基づいて製作された。
キリスト教美術の絵画において、白いユリは純潔を象徴するものとされ、また西洋では赤い果実であるイチゴやサクランボは官能性を象徴するものとされる。このことから、『木かげ』における白いユリとグミの赤い果実は、純潔性と官能性を対照的に寓意するために配置されたと考えることができる。また、原罪の果実は堕落を象徴する。ユリと果実の間に位置し、果実のほうに手を伸ばす少女は、純潔ではなく官能性、純潔の喪失、堕落へと誘われているとも解釈できるのではないだろうか、と渡部は述べている。
渡部は、『木かげ』の白いユリは芸術を象徴するものとして採用されたという解釈を行っている。本画製作の2年前に創刊され、黒田も編集に参画した雑誌のタイトルが『白百合』であり、同誌の装丁には白いユリの絵が入っていた。また本画製作のおよそ2年後にあたる1901年（明治34年）に刊行された白馬会絵画研究所編『美術講話』の装丁には白いユリをモチーフにしたデザインが入っている。同誌は、西洋芸術を日本社会に広めるために創刊されたものであり、その装丁に白いユリを用いたのは、白いユリによって西洋芸術を象徴させるためであったのではないかと渡部は指摘している。
『美術講話』には、ラファエル前派の画家ダンテ・ゲイブリエル・ロセッティの『幼児のマリア』（1849年 - 1850年、テート・ブリテン所蔵）が掲載されている。渡部は、大天使ガブリエルが白いユリを手にして聖母マリアのもとを訪れ、イエス・キリストの懐妊を告げる場面を描いたこの作品から想を得て『木かげ』の白百合が描かれた可能性を指摘している。
細田樹里は、黒田は宗教的な意味合いを込めてグミや白いユリといったモチーフを画中に配したとの旨を述べている。黒田は、宗教に関する主題をもつ作品をほとんど描いていないが、少女が祈祷をしている様子を描いた『祈祷』（1889年、東京国立博物館所蔵）がその例にあたる。
さらに渡部は、黒田は『木かげ』において少女がグミの実に手を伸ばし、堕落していく危険性をはらんでいるとも解釈できる表現を行うことによって、当時の日本社会において西洋芸術に対する理解があまり進んでいなかったことを寓意しようとしたのではないかとの解釈を示している。